# Lungemedicin
Lungemedicin er et medicinsk speciale, der omfatter forebyggelse, diagnostik, hovedsageligt medicinsk, men også palliativ behandling, og rehabilitering af såvel arvelige som erhvervede sygdomme og symptomer i luftveje, lunger og lungehinder. Lungemedicin er synonymt med pulmonologi, fra latin pulmō, pulmōnis ("lunge") og det græske suffiks -λογία, -logia ("studiet af"), pneumologi, fra græsk πνεύμων ("lunge") and -λογία, og respirologi.
Lungemedicin er et grenspeciale inden for intern medicin, hvorfor specialets officielle danske betegnelse er intern medicin: lungesygdomme, og er relateret til intensiv medicin. Lungemedicin involverer ofte behandling af patienter, der har brug for livsstøtte og mekanisk ventilation. Lungemedicinere er specialiserede i luftvejssygdomme, især lungebetændelse, astma, tuberkulose, emfysem og komplicerede infektioner i brystkassen.

## Uddannelse og specialisering

### Lungemediciner
I USA er lungemedicinere læger, der efter at have modtaget en medicinsk grad (MD eller DO) gennemfører en turnusuddannelse i intern medicin efterfulgt af mindst to yderligere års stipendium med speciale i lungemedicin. Efter tilfredsstillende gennemførelse af en specialisering i lungemedicin har lægen lov til at gå til certificeringseksamen. Efter bestået eksamen bliver lægen certificeret som pulmonolog. 
I Danmark er lungemedicinere læger, der efter at have modtaget en medicinsk kandidatgrad (cand.med.) gennemfører en klinisk basisuddannelse – svarende til den tidligere turnusuddannelse i Danmark – i intern medicin efterfulgt af en mindst femårig praktisk og teoretisk videreuddannelse i lungesygdomme. Efter gennemførelse af en specialisering i lungemedicin har lægen lov til at kalde sig speciallæge i lungemedicin. 

### Pædiatrisk pulmonologi
I USA kan læger, der efter at have modtaget en medicinsk grad gennemfører en turnusuddannelse i pædiatri efterfulgt af mindst tre yderligere års stipendium med speciale i lungemedicin kalde sig for pædiatriske pulmonologer.
Ligesom anerkendelsen af grenspecialet pædiatrisk pulmonologi i USA har man indenfor EU beskrevet et Europæisk Uddannelsesprogram i Pædiatrisk Lungemedicin, der har til formål at definere og harmonisere uddannelsen af børnelæger specialiseret i lungesygdomme. Som følge af et øget behov for pædiatrisk grenspecialisering i Danmark, har der i en årrække ligeledes været et ønske om at etablere en ekspertuddannelse i pædiatrisk pulmonologi.

## Videnskabelig forskning
Lungemedicinere er involveret i både klinisk forskning og grundforskning i åndedrætssystemet, lige fra anatomien i det respiratoriske epitel til den mest effektive behandling af pulmonal hypertension (højt blodtryk i lungekredsløbet). Videnskabelig forskning finder også sted for at lede efter årsager til og mulig behandling af sygdomme som lungetuberkulose og lungekræft.